# Lenomyia grandis
Lenomyia grandis är en tvåvingeart som beskrevs av James 1977. Lenomyia grandis ingår i släktet Lenomyia och familjen vapenflugor. Inga underarter finns listade i Catalogue of Life.